# Стадион Менфеји ут
Стадион Менфеји ут (мађ. Ménfői úti Stadion), је стадион у Ђеру, Мађарска. Стадион отворен 2015. године, са капацитетом од 8.200 места, служи као домаћи терен ФК Ђирмот СЕу.

## Историја стадиона
Стадион је отворен 22. септембра 2015. године. Први одиграна утакмица је била између ФК Ђермота и ФК Дунаујварош ПАСЕ.
Стадион је тајође селектован да буде домаћин Европског првенства до 21 године за 2021. годину.

## Цена изградње
Укупна цена изградње стадиона је била 900 милиона форинти (HUF).